# Friedrich Wilhelm Barthold

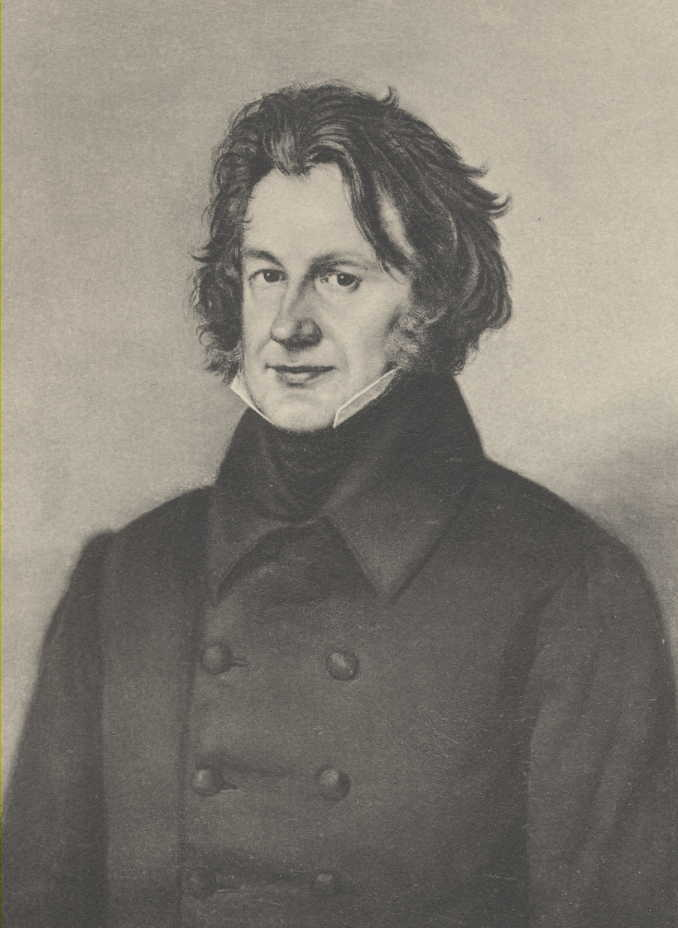
Friedrich Wilhelm Barthold im Jahre 1840

Friedrich Wilhelm Barthold (* 4. September 1799 in Berlin; † 12. Januar 1858 in Greifswald) war ein deutscher Historiker.

## Leben
Barthold besuchte in Berlin das Friedrichswerdersche Gymnasium und nahm später an der Friedrich-Wilhelms-Universität das Studium auf. Zunächst wandte er sich dabei der Theologie zu, er wechselte aber unter dem Einfluss von Friedrich Wilken bald zum Fach Geschichte. An der Schlesischen Friedrich-Wilhelms-Universität setzte Barthold bald sein Studium fort, zu seinen Lehrern zählten hier die Historiker Friedrich von Raumer und Ludwig Wachler. Bereits während seiner Berliner Zeit war Barthold Angehöriger der Corps Neo-Marchia (1817) und Marchia (1819).
1826 beendete Barthold sein Studium und veröffentlichte als Hauslehrer in Striesa bei Breslau seine erste historische Schrift über den 1652 gestorbenen Feldherren Johann von Werth. Noch im gleichen Jahr wurde er in Königsberg i. Pr. als Oberlehrer am Collegium Fridericianum eingestellt.
1831 folgte er dem Ruf auf ein Extraordinariat der Universität Greifswald. 1834 wurde es in ein Ordinariat umgewandelt, das Barthold bis an sein Lebensende bekleidete.
Seine Geschichte von Pommern und Rügen war in der zweiten Hälfte des 19. Jahrhunderts das maßgebliche Werk zur Darstellung der Geschichte Pommerns bis zum Dreißigjährigen Krieg und wurde erst Anfang des 20. Jahrhunderts durch Martin Wehrmanns Geschichte von Pommern abgelöst. Obwohl von einigen Historikern wie Theodor Pyl stark kritisiert (Pyl lobte jedoch auch Bartholds Verdienste um die Erforschung der Geschichte Pommerns), bildete es die Grundlage verschiedener kürzerer Geschichtsbeschreibungen Pommerns. Franz Xaver von Wegele wies in der Allgemeinen Deutschen Biographie sowohl auf Verdienste in seinem Werk als auch auf zeitgenössische Kritik an den wichtigsten Schriften Bartholds hin. Neben inhaltlicher Kritik wurde wiederholt die Breite der Darstellung thematisiert. Roderich Schmidt hat dagegen eine Neubewertung des Werkes angemahnt, da Bartholds Charakterisierung „als der letzte bedeutende Vertreter einer sogenannten vorkritischen Geschichtswissenschaft in Pommern … seinem Werk m. E. nicht voll gerecht“ werde.
Aus seiner am 21. November 1829 in Königsberg geschlossenen Ehe mit der Kaufmannstochter Adolphine Laura Hay (sie stammte aus Königsberg) gingen sieben Kinder hervor, zudem hatte Barthold zwei ältere unverheiratete Schwestern zu versorgen. Diese familiären Umstände führten dazu, dass Barthold zeitlebens in bedrängten finanziellen Verhältnissen lebte. Im Zuge der Revolution 1848/49 wurden wiederholt Vorwürfe gegen Barthold vorgebracht, denen zufolge er den radikalen Forderungen der Demokraten angehangen habe und auch Studenten zu revolutionärem Verhalten animieren wollte. Dies verschärfte in den 1850er Jahren Bartholds soziale Isolation in Greifswald.

## Schriften
- Johann v. Werth im nächsten Zusammenhange mit seiner Zeit. Berlin 1826.
- Der Römerzug König Heinrichs von Lützelburg, sechs Bände. Gebrüder Bornträger, Königsberg 1830 und 1831.
- Georg von Frundsberg und das deutsche Kriegshandwerk zur Zeit der Reformation. 1833.
- Geschichte von Pommern und Rügen. 4 Teile in 5 Bänden. Friedrich Perthes, Hamburg 1839–1845.
  - Erster Teil:  Von den ältesten Zeiten bis auf den Untergang des Heidenthums. Hamburg 1839 (Volltext)
  - Zweiter Teil: Von der Bekehrung Pommerns zum Christenthume bis zum Tode Barnims I. i. J. 1278. Nebst einer Höhen und Fluß-Karte von Pommern. Hamburg 1840 (Volltext)
  - Dritter Teil: Vom Tode Barnims I. (1278) bis zum Auftreten der Hohenzollern in der Mark Brandenburg (1411).  Hamburg 1842 (Volltext)
  - Vierter Teil, Erster Band: Vom Auftreten der Hohenzollern in der Mark Brandenburg (1411) bis zur Rückkehr Bogislavs X. vom h. Grabe (1498). Hamburg 1843 (Volltext)
  - Vierter Teil, Zweiter Band: Von der Rückkehr Bogislavs X. vom h. Grabe (1498) bis zum Tode des letzten Herzogs von Pommern. J. 1637. Hamburg 1845 (Volltext)
- Geschichte des großen deutschen Krieges von Gustav Adolfs Tode ab. 2 Bände, Stuttgart 1841–1843.
- Geschichte der Fruchtbringenden Gesellschaft. Berlin 1844.
- Die geschichtlichen Persönlichkeiten in Jacob Casanova’s Memoiren. Beiträge zur Geschichte des achtzehnten Jahrhunderts, 2 Bde., Alexander Duncker, Berlin 1846. (Digitalisat).
- Geschichte der deutschen Städte und des deutschen Bürgerthums. 4 Bände, Leipzig 1850–1854.
  - Band 3: Geschichte des deutschen Städtewesens.  Leipzig 1851 (Volltext)
- Geschichte der deutschen Hansa. 3 Bände, Leipzig 1851.
- Geschichte von Soest, der Stadt der Engern. 1855.